# Pröhle Károly (lelkész, 1911–2005)
| Ifj. Prőhle Károly                        | Ifj. Prőhle Károly                                           |
| Kattints az alábbi külső linkek egyikére! | Kattints az alábbi külső linkek egyikére!                    |
| ----------------------------------------- | ------------------------------------------------------------ |
| Nem található szabad kép.(?)              |                                                              |
| külső link · jogvédett                    | A Pröhle család történetéből. Ifj. Prőhle Károly (1911-2005) |

Prőhle  Károly, (Sopron,1911. február 22. - Budapest, 2005.  május 10.) magyar evangélikus lelkész, teológus, egyetemi tanár.

## Életpályája
1921-1929-ig a soproni evangélikus líceum tanulója, ahol kitűnő minősítéssel érettségizett.
Egyetemi tanulmányait 1929 és 1933 között a Pécsi Magyar Királyi Erzsébet Tudományegyetem Soproni Evangélikus Hittudományi Karán folytatta. Érdekelte a filozófia, a lélektan és a rendszeres teológia, de részt vett az újszövetségi külön munkaközös- ségben, és pályadíjnyertes dolgozatot írt a pneumatikus jelenségekről. Szigorlati dolgozatát Luther „De servo arbitrio” című értekezéséről írta. Már ekkor kezdte foglalkoztatni a reformátor teológiája. 1933. június 15-én tett zárószigorlatot. Tanulmányait itt is kitűnő eredménnyel fejezte be.
1933-1934-ben Tübingenben tanul, ahol az újszövetséges Gerhard Kittel (1888- 1948) mellett a rabbinizmus kérdéseivel foglalkozott, a szintén újszövetséges Karl Georg Kuhn (sz. 1906) az arám nyelv és a Talmud ismeretébe vezeti be, s hatással vannak rá Karl Heinrich Rengstorf (1903-1992) újszövetségi és Karl Heim (1874-1958) rendszeres teológiai előadásai. 1934-1935-ben Königsbergben tanul, ahol megismeri Julius Schniewind (1883-1948), Hans-Joachim Iwand (1899-1960) és Carl Schneider (szül. 1900) újszövetségi professzorokat. Schniewind és Iwand révén szoros kapcsolatba kerül a Hitvalló Egyházzal, és részt vesz az ifjúsági ágazat munkájában. 1937-1938-ban Halléban tanul egy fél- évet, ahol újra találkozik Schniewinddel, és Erlangenben egy másik félévet, ahol a rend- szeres teológus Paul Althaus (1888-1966) és Werner Elert (1885-1954), az ószövetséges Otto Procksch (1874-1947) és az akkor még gyakorlati, később rendszeres teológus Wolf- gang Trillhaas (1903-1995) előadásait hallgatja.
Közben, 1935. szeptember 29-én Sopronban Kapi Béla (1879-1957), a Dunántúli Evangélikus Egyházkerület püspöke lelkésszé avatja. 1935-1937-ben segédlelkészi szolgálatot végez Kéty, Sopron és Szentgotthárd gyülekezeteiben. Ezt követően Halleban tanult, ahol újra találkozott Schniewinddel, és Erlangenben, ahol Paul Althaus, Werner Elert, Otto Proeksch és Wolfgang Trillhaas előadásait hallgatta. 1939. január 1-től helyettes, szeptember 10-től gyülekezeti lelkész Sopronbánfalván. 1941 és 1950 között német nyelvi lektor a soproni fakultáson, miközben továbbra is végzi gyülekezeti szolgálatát. 1950-1951-ben helyettes tanár a Teológiai Akadémián Sopronban. 1951. november 9-én megválasztják a gyakorlati tanszék rendes tanárává a Budapestre költöztetett Teológiai Akadémián. Hangsúlyt helyez az egyes tárgyak teológiai megalapozására. Elvégzi a Kis Káté fordításának revizióját (1953), lefordítja a Nagy Kátét. Részt vesz az 1955-ös kiadású énekeskönyv szerkesztésében, összeállítja, részben megírja az énekeskönyv imádságos részét. 1958 és 1982 között az újszövetségi teológia tanár. Eközben eleget tesz azoknak a megbízásoknak is, amelyek még a gyakorlati teológiai tanárságával voltak kapcsolatosak, mint az Agenda (1963, 1986), az énekeskönyv (1955, 1982). 1983-tól 1989-ig a rendszeres teológia tanára. 1988. augusztus 31-ével nyugdíjazzák, de még egy évig tart rendszeres teológiai előadást, és szemináriumot vezet, valamint a tanári kar kifejezett kérésére egészen 1998-ig előadja a filozófiatörténetet és a vallástörténetet. 1963-1964-ban először, 1967 és 1969 között másodszor dékán.
1957-1970: a Lutheránus Világszövetség Teológiai Bizottságának tagja. 1964-1975: a Magyar Bibliatanács Újszövetségi Bibliafordító Bizottságának elnöke. 1966: megjelenik Lukács evangéliuma kommentárja. 1967-ben és 1969-ben előadói körutat tesz az Egyesült Államokban. 1967-1973 között a Lelkipásztor, 1972-1982 között a Theologiai Szemle felelős szerkesztője, 1979-1993-ig a Diakonia szerkesztőbizottsági tagja. 1972-1982: a Magyarországi Egyházak Ökumenikus Tanácsának főtitkára. 1982-1988: a Magyarországi Evangélikus Egyház tanulmányi főigazgatója. 1986: az Evangélikus Teológiai Tudományos Társaság elnöke. Rendszeresen írásai jelentek meg a Lelkipásztorban, az Evangélikus Életben, az Evangélikus Naptárban és a Theológiai Szemlében.
1990-1992 között a Liszt Ferenc Zeneművészeti Főiskolán liturgika előadásokat tartott. 1993-tól haláláig a Magyar Egyházzene című folyóirat szerkesztőbizottsági tagja. 1995 áprilisától a Magyar Filozófiai Társaság elnökségének tagja.
„Soproni”, „Pozsonyi”, „Borókai” fedőnéven III/III.-as ügynök volt. Iratai az ÁBTL-ben:"Borókai" (korábban 1964-től „Soproni” majd „Pozsonyi, 1969-től „Borókai” 1980-ig jelentett) fn. ügynök (ifj. Prőhle Károly egyetemi tanár) jelentései a Világosság Rezidentúrának, melyek elsősorban az evangélikus egyházról és annak nemzetközi kapcsolatairól szólnak. BM III/I-4-L. alosztály. Jelzet HU - ÁBTL - I. - 3.2.3. - Mt-1586/1 (1970-1980)
„Pozsonyi” fedőnevű ügynök jelenti. BM III/III-2. Az ügynök jelentései az evangélikus egyházról, lelkészeiről, egyházi konferenciákról, nemzetközi kapcsolatokról szólnak. Jelzet HU - ÁBTL - I. - 3.1.2. - I. s. - M-32399. (1964-1971) Szkennelve.
"Borókai" fedőnevű ügynök jelenti. BM III/I-4-l. alosztály. "Pozsonyi" néven szervezte be a BM III/III csoportfőnökség 1966-ban az evangélikus egyház megfigyelésére. 1970-ban átvette tartásra a hírszerzés, mivel rengeteg külföldi úton vett részt. Ekkor kapta a "Borókai" fedőnevet. 1984-ben zárták ki a hálózatból magas korára tekintettel. Jelzet HU - ÁBTL - I. - 3.2.1. - Bt-2346/1 (1970-1984) Szkennelve.
"Borókai" fedőnevű ügynök jelenti. BM III/I-4-l. alosztály. "Pozsonyi" néven szervezte be a BM III/III csoportfőnökség 1966-ban az evangélikus egyház megfigyelésére. 1970-ban átvette tartásra a hírszerzés, mivel rengeteg külföldi úton vett részt. Ekkor kapta a "Borókai" fedőnevet. 1984-ben zárták ki a hálózatból magas korára tekintettel. Jelzet HU - ÁBTL - I. - 3.2.1. - Bt-2346/2 (1963-1969) Szkennelve.
"Borókai" fedőnevű ügynök jelenti. "Borókai" fn. ügynök jelentései a Világosság Rezidentúrának, melyek elsősorban az evangélikus egyházról és annak nemzetközi kapcsolatairól szólnak.
BM III/I-4-L. alosztály. Jelzet HU - ÁBTL - I. - 3.2.3. - Mt-1586/1 (1970-1980) Szkennelve.

Prőhle Károly 2005. május 10-én csendesen elhunyt. Temetése 2005. május 31-én, 14 órakor a kelenföldi evangélikus templomban (XI., Bocskai 10.) volt, urnáját az altemplomban helyezték el.

## Főbb művei
- Imádságok az egyház egységéért. Evangélikus Sajtóosztály. Budapest 1956.

- Az evangélium igazsága keresztyén hit és erkölcstan. Evangélikus Sajtóosztály. Budapest 1958,  (2. kiadás Budapest 1990.)

- Lukács evangéliuma kommentár. Evangélikus Sajtóosztály. Budapest 1966, 382 o. (2. kiadás Budapest 1991)

- Hoffnung ohne Illusion. Referate und Bibelarbeiten. EVA. Berlin 1970.

- Unsere Sendung in der Welt Our commitment in the world. Evangélikus Sajtóosztály, Budapest 1970.

- Jézus Krisztusban új közösség. A MEE tanulmányi hozzájárulása az LVSZ évi nagygyűlése témájához. Evangélikus Sajtóosztály. Budapest 1977, (angol és német nyelven is)

- Bevezetés a vallások világába (Az ókori vallások) Jegyzet. Budapest 1979.

- Jézus rejtett szavai (Társszerzők: Hubai P.és Rugási Gy.). Holnap Kiadó. Budapest 1990.

## Emlékezete

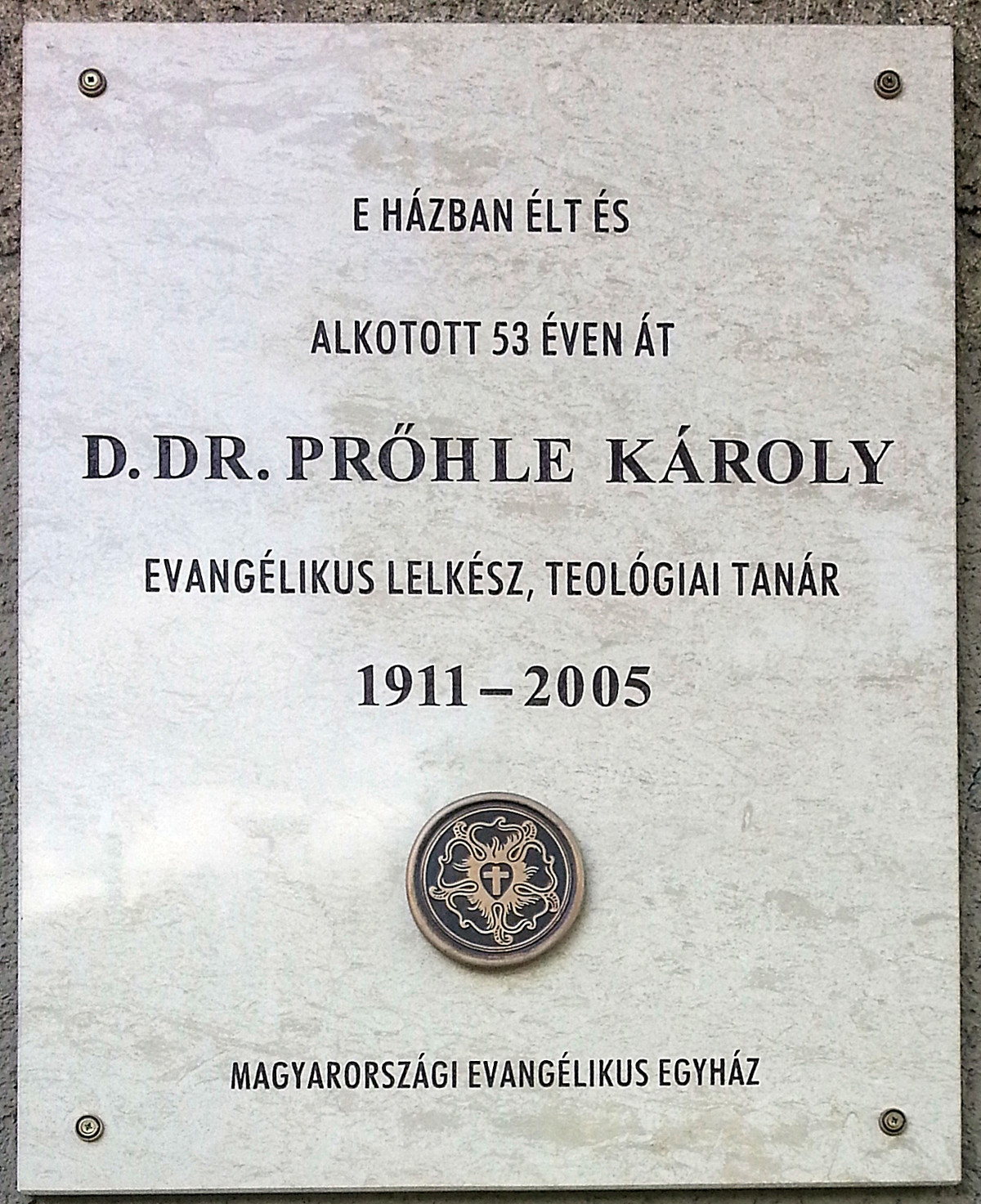
Prőhle Károly emléktáblája (Budapest, XI. kerület, Villányi út 38.) 2014.